# Плимутрок

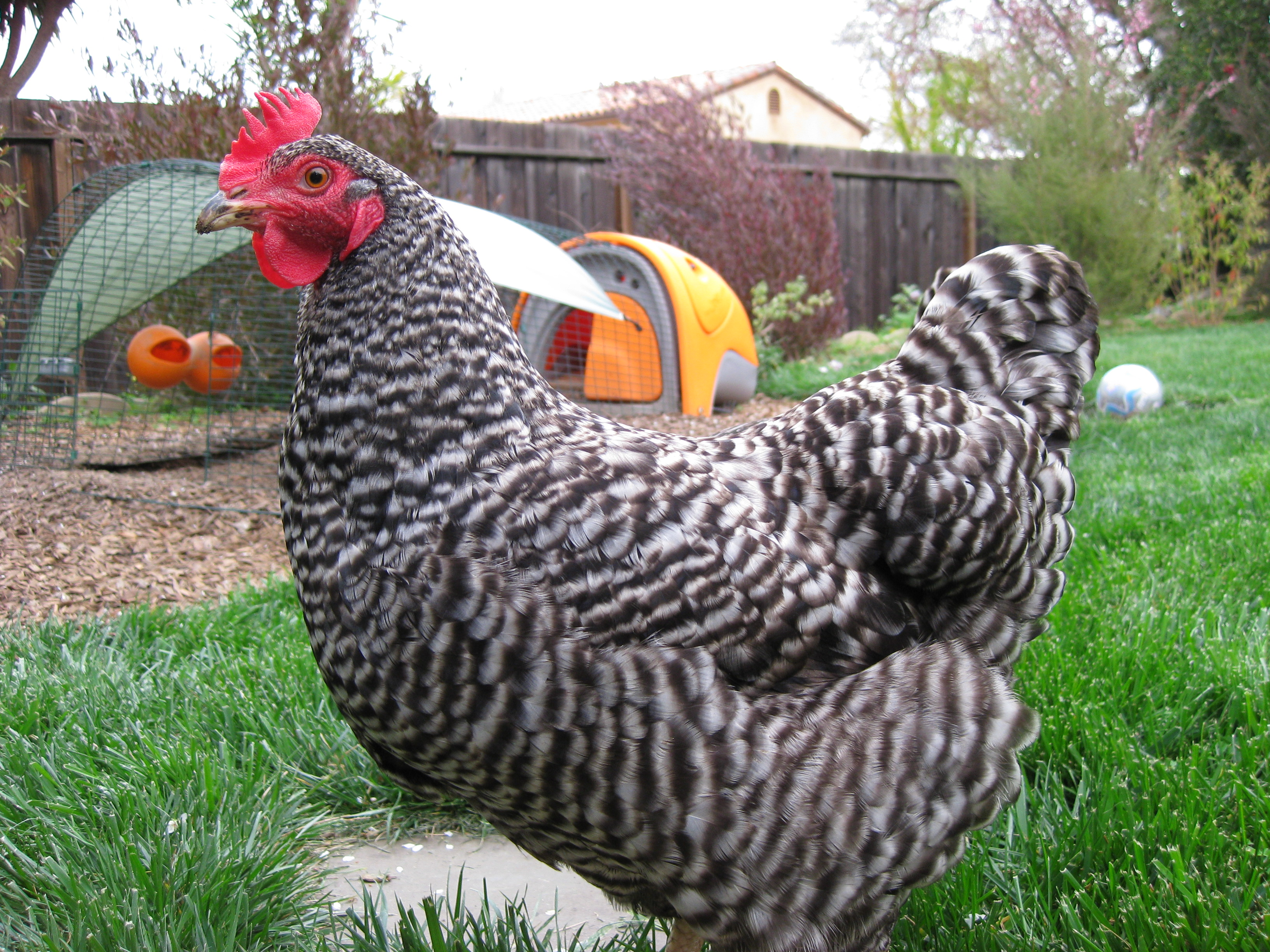
Курица породы плимутрок

Плимутрок (англ. Plymouth Rock) — порода кур мясо-яичного и мясного направления продуктивности.

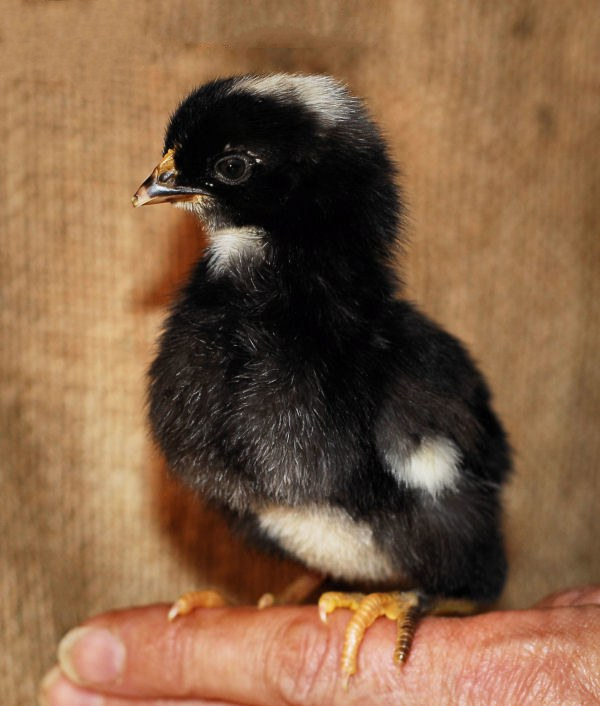
цыплёнок породы плимутрок

## История
Выведена в США во второй половине XIX века путём скрещивания чёрных испанских петухов с белыми кохинхинами, лангшанами и доминиканскими курами. В Россию куры плимутрок были завезены в 1911 году.

## Особенности породы

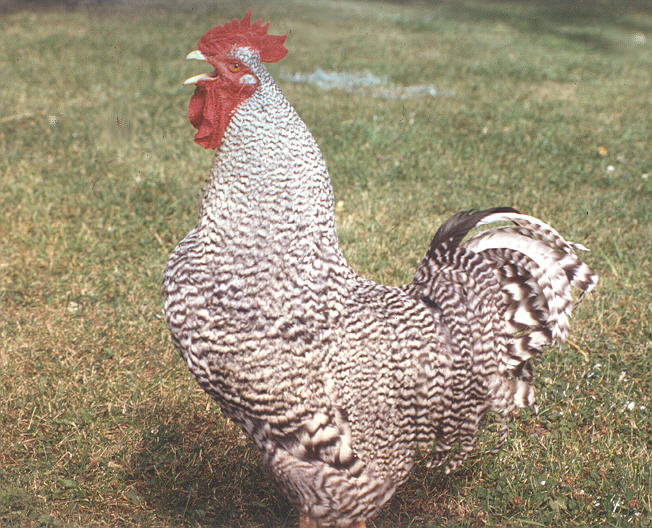
Петух

По цвету оперения различают белых, серых, куропатчатых, полосатых, палевых, чёрных плимутроков. В промышленном птицеводстве используют только белую разновидность, которую относят к мясному типу. Остальные разновидности считаются мясо-яичными. В любительском птицеводстве из-за нарядности оперения предпочитают разводить полосатых плимутроков. Живая масса петухов этой породы — 4-5 кг, кур — 2,5 — 3,5 кг. Яйценоскость — 160—190 яиц, масса яиц — 55 — 60г. выводимость цыплят 75-80 %. Куры спокойные, склонны к насиживанию.
По мясным качествам белые плимутроки уступают корнуэльским курам, но по воспроизводительным способностям их превосходят, поэтому используются в качестве материнской формы при производстве бройлерных кроссов.

## Экстерьер
Куры довольно крупные, с массивным туловищем. Голова большая, гребень листовидный прямостоячий. Ноги и клюв жёлтые.
Цыплята серых полосатых плимутроков- тёмной матовой окраски с характерным светлым пятном на голове, по которому в суточном возрасте их можно различить по полу. У петушка пятно размытое и бледно окрашенное, а у курочки оно чётко очерчено и яркое. Оперяются цыплята лишь к концу пятой-шестой недели. Выращивают молодняк плимутроков так же, как и молодняк других породных кур.